# 薩夫丘基
50°17′22″N 25°27′45″E / 50.28944°N 25.46250°E
薩夫丘基（烏克蘭語：Савчуки），是烏克蘭西北部的村莊，隸屬里夫內州的杜布諾區。該村始建於1450年，面積0.5平方公里，海拔高度227米，2024年人口298，人口密度每平方公里943.7人。